# Залюбовье
Залюбовье — деревня в Гдовском районе Псковской области России. Входит в состав Чернёвской волости.
Расположена в 9 км к югу от волостного центра Чернёво и в 35 км к юго-востоку от Гдова, на левом берегу реки Либевица (в низовье — Средняя Отока, которая впадает в Плюссу).

## Население
Численность населения деревни на 2000 год составляла 2 человека, по переписи 2002 года — 7 человек.